# Street Riders
Street Riders est un jeu vidéo de course et de combat sorti en 2006 sur PlayStation Portable. Le jeu a été édité par Ubisoft et développé par Ubisoft et Virtuos.

## Accueil
- Jeuxvideo.com : 11/20[1]